# Liste de calculatrices
Voici une liste de calculatrices (non exhaustive). Beaucoup d'entre elles sont obsolètes mais certains nostalgiques admirent encore ces machines.

## Casio

### Calculatrice
- Casio HL-820ER
- Casio SL-100L
- Casio SL-150BK
- Casio SL-160ER
- Casio SL-210TE
- Casio SL-310ER
- Casio SL-320TE
- Casio SL-790ER
- Casio D-20ER
- Casio DF-120ER
- Casio DF-320TM
- Casio JF-120ER
- Casio MS-87TER
- Casio MS-100ER
- Casio MS-120ER
- Casio MS-300M
- Casio MS-310M

### Scientifique
- Casio Algebra FX 2.0 Plus
- Casio FX 92 Collège 2D
- Casio FX 92 Collège 2D+
- Casio FX 92 Collège New
- Casio FX 92 Collège
- Casio FX 992 S
- Casio FX Junior
- Casio FX-100D
- Casio FX-350
- Casio FX-82
- Casio FX-911Z

### Programmable
- Casio FX-180P Plus
- Casio FX-180P
- Casio FX-180Pa
- Casio FX-180Pv
- Casio FX-201P
- Casio FX-3650P
- Casio FX-4500P
- Casio FX-501P
- Casio FX-502P
- Casio FX-5200P
- Casio FX-601P
- Casio FX-602P
- Casio FX-702P
- Casio FX-785P
- Casio FX-790P
- Casio FX-795P
- Casio FX-850P
- Casio FX-880P

### Graphique
- Casio CFX-9800G
- Casio CFX-9850G
- Casio CFX-9850GB plus
- Casio CFX-9900GC
- Casio CFX-9930GT
- Casio CFX-9940GT+
- Casio CFX-9950GB plus
- Casio CFX-9960GT
- Casio CFX-9970G
- Casio CFX-9990GT
- Casio ClassPad 300
- Casio FX-6300G
- Casio FX-6800G
- Casio FX6910aG
- Casio FX-7000G
- Casio FX-7400G Plus
- Casio FX-7400G
- Casio FX-7500G
- Casio FX-7700G
- Casio FX-7700GA
- Casio FX-7700GB
- Casio FX-7700GE
- Casio FX-7700GH
- Casio FX-7700GH
- Casio FX-8000G
- Casio FX-8500G
- Casio FX-8930GT
- Casio FX-9700GE
- Casio FX-9900GC
- Casio Graph 100
- Casio Graph 100+
- Casio Graph 20
- Casio Graph 25
- Casio Graph 25+
- Casio Graph 30
- Casio Graph 35
- Casio Graph 35+
- Casio Graph 60
- Casio Graph 65
- Casio Graph 75[1]
- Casio Graph 80
- Casio Graph 85 SD
- Casio Graph 85
- Casio Graph 95[2]

## Hewlett-Packard
- HP 9100A, HP 9100B[3]
- HP 9805A[4]
- HP 9810A[5]
- HP 9815A, HP 9815S[6]
- HP 9820A [7]
- HP 9825A [8]
- HP 9830A [9]
- HP-01 [10]
- HP-6S
- HP-9S, 9G
- HP-10 [11]
- HP-10B, 10BII
- HP-10C[12]
- HP-11C [13]
- HP-12C, 12C Platinum[14]
- HP-17B, 17BII, 17BII+[15]
- HP-15C[16]
- HP-16C [17]
- HP-17B [18]
- HP-18C [19]
- HP-19B, 19BII
- HP-19C[20]
- HP-20S
- HP-21 [21]
- HP-21S
- HP-22[22]
- HP-22S [23]
- HP-25, 25C [24]
- HP-27 [25]
- HP-27S [26]
- HP-28C, 28S[27]
- HP-29C [28]
- HP-30S
- HP-31E [29]
- HP-32E [30]
- HP-32S, SII [31]
- HP-33E, 33C, 33S [32]
- HP-34C [33]
- HP-35 [34]
- HP-37E[35]
- HP-38E, 38C [36]
- HP-38G
- HP-39G, 39G+
- HP-39GII
- HP-40G
- HP-41C/CV/CX [37]
- HP-42S [38]
- HP-45 [39]
- HP-46 [40]
- HP-48S, 48SX, 48G, 48G+, 48GX [41]
- HP-48GII
- HP-49G
- HP-49G+
- HP-50G
- HP-55 [42]
- HP-65 [43]
- HP-67 [44]
- HP-70 [45]
- HP-80 [46]
- HP-81 [47]
- HP-91 [48]
- HP-92 [49]
- HP-95C [50]
- HP-97 [51]
- HP Prime[52]

## Sharp Corporation
- EL-531XG
- EL-520R
- EL-531VH
- EL-545
- EL-735
- EL-9000
- EL-9600
- PC-1211
- PC-1251
- PC-1350
- PC-1401
- PC-1403
- PC-1450
- PC-1500

## Sinclair Research
- Sinclair Cambridge (1973-1974)
- Sinclair Enterprise (1977-1978)
- Sinclair Executive (1972-1973)
- Sinclair Oxford (1975-1976)
- Sinclair President (1978)
- Sinclair Scientific (1975-1977)
- Sinclair Sovereign (1977)
- Sinclair Wrist Calculator (1977)

## Texas Instruments
- TI-collège Plus
- TI-collège
- TI-10
- TI-15 Explorer
- TI-25X SOLAR (arrêtée)
- TI-2550
- TI-30
- TI-30 STAT
- TI-30X IIB
- TI-30X IIS
- TI-30X MultiView
- TI-34 (arrêtée)
- TI-34 II Explorer Plus
- TI-36X II
- TI-52
- TI-55 III
- TI-57 (arrêtée)
- TI-58 (arrêtée)
- TI-58 C
- TI-59 (arrêtée)
- TI-60 (arrêtée)
- TI-66 (arrêtée)
- TI-68 (arrêtée)
- TI-74 (arrêtée)
- TI-307 Plus (arrêtée)
- TI-503 SV
- TI-1015
- TI-1020
- TI-1706 SV
- TI-1726 (arrêtée)
- TI-1766 (arrêtée)
- TI-1795 SV
- TI-1975 Plus
- TI-1800 (arrêtée)
- TI-5006 II (arrêtée)
- TI-5018 (arrêtée)
- TI-5019 (arrêtée)
- TI-5032 SVC (arrêtée)
- TI-5045 SVC
- TI-5630 (arrêtée)
- TI-5640 (arrêtée)

### SR series
- SR-10 - 1973 (arrêtée)
- SR-11 (arrêtée)
- SR-16 (arrêtée)
- SR-20 (arrêtée)
- SR-22 (arrêtée)
- SR-40 (arrêtée)
- SR-50 - 1974 (arrêtée)
- SR-51 (arrêtée)
- SR-52 (arrêtée)
- SR-56 (arrêtée)
- SR-60 (arrêtée)

### Graphique
- TI-73 - 1998 (arrêtée, remplacée par la TI-73 Explorer)
- TI-73 Explorer - 2003
- TI-76.fr
- TI-80 - 1995 (arrêtée, remplacée par la TI-73)
- TI-81 - 1990 (arrêtée, remplacée par la TI-82)
- TI-82 - 1993 (arrêtée, remplacée par la TI-82Stats)
- TI-82 STATS - 2004
- TI-82 STATS.fr - 2006
- TI-83 - 1996 (Version avancée de la TI-82)
- TI-83 Plus.fr - 2008 (Version avancée de la TI-82Stats.fr)
- TI-83 Plus Silver Edition - 2001 (obsolète mais non arrêtée, remplacée par la TI-84 Plus Silver Edition)
- TI-84 Plus - 2004 (Version avancée de la TI-83 Plus.fr)
- TI-84 Plus Silver Edition - 2004
- TI-85 - 1992 (arrêtée, remplacée par la TI-86)
- TI-86 - 1997
- TI-89 - 1997 (obsolète mais non arrêtée, remplacée par la TI-89 Titanium)
- TI-89 Titanium - 2004
- TI-92 - 1995 (arrêtée, remplacée par la TI-92 Plus)
- TI-92 Plus - 1998 (obsolète mais non arrêtée, remplacée par la Voyage 200)
- TI Voyage 200 - 2002
- TI nspire - 2007
- TI nspire CAS - 2007

## Elektronika
- Elektronika 24-71
- Elektronika B3-02
- Elektronika B3-04
- Elektronika B3-05
- Elektronika B3-05M
- Elektronika B3-08
- Elektronika B3-09M
- Elektronika B3-11
- Elektronika B3-14
- Elektronika B3-14M
- Elektronika B3-18
- Elektronika B3-18A
- Elektronika B3-18M
- Elektronika B3-19M
- Elektronika B3-21
- Elektronika B3-23
- Elektronika B3-24
- Elektronika B3-24G
- Elektronika B3-25A
- Elektronika B3-26
- Elektronika B3-26A
- Elektronika B3-30
- Elektronika B3-32
- Elektronika B3-34
- Elektronika B3-35
- Elektronika B3-36
- Elektronika B3-37
- Elektronika B3-38
- Elektronika B3-39
- Elektronika C3-07
- Elektronika C3-15
- Elektronika C3-22
- Elektronika C3-27
- Elektronika C3-27A
- Elektronika C3-33
- Elektronika Malysh
- Elektronika MK-15
- Elektronika MK-18M
- Elektronika MK-22
- Elektronika MK-23
- Elektronika MK-23A
- Elektronika MK-26
- Elektronika MK-33
- Elektronika MK-35
- Elektronika MK-36
- Elektronika MK-37
- Elektronika MK-37A
- Elektronika MK-38
- Elektronika MK-40
- Elektronika MK-41
- Elektronika MK-42
- Elektronika MK-44
- Elektronika MK-45
- Elektronika MK-46
- Elektronika MK-51
- Elektronika MK-52
- Elektronika MK-53
- Elektronika MK-54
- Elektronika MK-56
- Elektronika MK-57
- Elektronika MK-59
- Elektronika MK-60
- Elektronika MK-60M
- Elektronika MK-61
- Elektronika MK-62
- Elektronika MK-64
- Elektronika MK-66
- Elektronika MK-69
- Elektronika MK-71
- Elektronika MK-77
- Elektronika MK-85
- Elektronika MK-87
- Elektronika MK-90
- Elektronika MK-92
- Elektronika MK-93
- Elektronika MK-95
- Elektronika MK-98
- Elektronika MK-104
- Elektronika MKSh-2
- Elektronika MKSh-2M
- Elektronika MKU-1
- Elektronika MKU1-1
- Elektronika MS-1103
- Elektronika MS-1104
- Elektronika PPV

## Elka
- Elka 22
- Elka 43
- Elka 50
- Elka 55
- Elka 101
- Elka 130

## NumWorks
- NumWorks

## Émulateurs
- GraphCalc (pour Microsoft Windows et GNU/Linux)[53]
- Nucalc (pour Mac OS)
- Graphing Calculator (pour Microsoft Windows et Mac OS)
- NumWorks
- émulateur NumWorks pour smartphone